# Habitatge al carrer Clos, 23 (Sallent)
L'Habitatge al carrer Clos, 23 és un edifici del municipi de Sallent (Bages) inclosa en l'Inventari del Patrimoni Arquitectònic de Catalunya.

## Descripció
L'edifici fa escaire, recordant l'antic portal de Sant Bernat, consta de planta baixa i dos pisos i celler. El portal està fet de totxo en forma d'arc escarser.

## Història
Des del segle xv existí una casa que complia la missió de fer de portal en la confluència dels carrers del Clos i de Sant Bernat. La part escairada de la casa ho recorda, malgrat les modificacions darreres. Per les Enremades es construeix una estructura amb uns embotits que fa de nou de portal.